# 염소 (동물)
염소(domestic goat, 학명: Capra aegagrus hircus)는 들염소를 가축화한 동물로서, 가축이 된 지 수천년이 지났으나 산악지대에 서식하던 야생의 성질은 그대로 남아 있다. 특히 혹한이나 혹서의 기후에서도 잘 자라며, 질병에 걸리는 일이 적고 기후 풍토에 적응성이 강한 강건한 체질이다. 또 식성이 까다롭지 않아 거친 먹이에도 잘 견딘다. 활발하며, 몸집도 작아 사육하기가 쉬운 편이다.

## 어원
염소는 순우리말로 인식되지만 흔히 어원을 "髥"과 "소"의 조합으로 알고 있는 경우가 매우 많다.
그것은 또한 알려져있다 猠(염소 전) 국자(國字)로, 한국에서 만들어지고 한국에서만 쓰이는 한자다.

## 몸
염소는 양과 계통분류학적으로 가까운 동물이지만, 염소의 수컷에는 턱수염이 있는 데 비해 양에는 턱수염이 없고, 염소의 꼬리는 짧고 위로 세워져 있는 데 비해 양은 일반적으로 아래로 드리워져 있으며, 다같이 초식성이지만 염소는 풀보다는 나뭇잎을 즐겨먹는 등의 다른 점이 있다. 염소는 양에 비해 목이 길고 머리가 높게 위치해 있으며, 암수 모두 뿔을 가진 것이 많다. 뿔은 활모양이고, 좌우로 편평하다. 온몸의 털은 단단하고 거칠며 털기름이 적다. 털 색깔은 주로 검은색·갈색·회색·붉은색·흰색이다. 발굽이 두 갈래로 갈라져 있고 꼬리는 짧고 편평하다. 또한 특수한 이와 소화기관이 있다. 위턱의 앞부분에는 이 대신 딱딱한 판이 있다. 아래턱에는 8개의 앞니가 있는데, 이 판과 맞닿아 먹이를 물고 자른다. 위턱과 아래턱에 12쌍의 어금니가 있어서 먹이를 씹는다. 염소는 되새김동물로서 먹이를 소화시키는 위가 4개의 방으로 나뉘어 있다. 다리는 4개로 알고 있는 사람이 많으나 , 사실 나머지 두개의 다리는 염소의 다리 역할을 하지 않아 사실적으로 염소의 다리는 두개다 .

## 생활
염소는 행동이 매우 민첩하며, 높은 곳에 올라가기를 좋아한다. 나뭇잎을 잘 먹는 식성이므로 관목의 잎을 먹어치워 해를 줄 뿐만 아니라 높은 나무의 가지에 올라가서 잎을 먹는 수도 있으므로 나무가 적은 장소에 많은 수를 방목하면 토지를 황폐화시키는 경우도 있다. 번식기는 가을이며, 생후 반 년이 지난 암컷은 21일 주기로 발정하는데 일반적으로 12개월 이상 되었을 때 짝짓기를 많이한다. 임신기간은 약 152일이고, 초봄에 분만한다. 새끼는 보통 1마리를 낳지만, 2마리 또는 3마리를 낳는 경우도 많다. 태어난 새끼는 곧바로 일어서서 어미의 젖을 빤다. 생후 약 1주일 동안에 나오는 젖인 초유는 새끼염소에게 면역항체를 공급하고 태변을 배출시키는 작용을 한다.

## 성질
염소는 고집불통으로 자신이 하고 싶지 않으면 잘 따르지 않는다. 또한 실제로는 성질도 매우 억세고 사나우며 야생 때 버릇이 안 없어져서 계속 자기 마음대로 하기도 한다. 여담으로 숫염소들은 힘이 세고 강렬한데다 암염소들과 달리 포식자들에게도 죽기살기로 달려든다. 그나마 암염소들은 몸집이 작고 뿔도 작으며 약해서 덜 공격적이다.

## 야생의 염소
소과에 속하며 학명은 Capra aegagrus이다. 야생염소는 모든 환경에 잘 적응하지만, 주로 바위지대와 산악지대에서 많이 산다. 암컷과 새끼는 무리를 지어 지내고 수컷은 혼자 지내거나 별도로 무리 지어 지내다가 짝짓기철이 되면 암컷 무리에 합류한다. 식성은 잡목·나뭇잎·나무껍질 등 가리지 않고 먹는다. 야생 염소의 대부분의 종은 아시아에서 산다.

## 가축의 염소
소과에 속하며 학명은 Capra hircus이다. 가축염소는 야생염소를 개량한 것으로 600여 품종이 있으며, 대부분 상업적 가치가 있다. 가축염소로부터는 많은 고기와 젖, 가죽과 털을 얻는다. 젖을 짜기 위한 염소의 주된 품종은 자넨과 토겐부르크, 알파인으로 스위스에서 개량됐다.

앵글로누비안염소는 캐나다와 미국에서 가장 인기 있는 젖염소로, 아프리카와 인도에서 수입된 염소와 영국 염소를 교배하여 개발했다.

식육용 염소는 남아프리카의 보아와 나이지리아의 붉은소코토가 있다. 붉은소코토는 가죽을 얻기 위해서도 기른다.
털을 얻기 위한 염소의 주요 품종은 앙고라와 캐시미어이다. 앙고라는 터키의 앙카라 지방에서 기르기 시작했다. 앙고라의 털은 부드럽고 비단결 같아 양모 생산에 많이 이용된다. 캐시미어는 히말라야 지방에서 기르기 시작했으며, 부드러운 속털로 캐시미어 양모를 만든다.

## 품종

### 흑염소
대한민국 재래토종에 속한다. 전체적으로 검정색이다. 성체의 몸길이는 60∼80㎝, 어깨 높이는 50㎝ 전후이다. 평균 수명이 10년을 넘으며, 15년 이상 살기도 한다. 출산하는 새끼 수는 보통 1∼2마리이다. 반주 동물 중에서는 성장이 느린 편에 속하지만, 한 살이 넘으면 성체 크기에 육박한다.

### 자넨종
원산지는 스위스 다. 전체적으로 흰색이다. 체구가 크고, 유량도 많으며, 체형이 우아하고 섬세한 동시에 유용형의 특징인 쐐기꼴이다.
평균몸무게는 성숙한 암컷이 45∼55㎏, 수컷이 70∼90㎏ 정도이다.
털은 짧고 흰색이며, 몸의 각 부위는 균형을 이루고 있는데, 특히 유방이 발달되어 있다.
성질이 온순하고 추위에 강하나 고온다습한 기후에는 약하다.

## 천적
야생종은 아시아사자, 아시아치타, 호랑이, 표범, 불곰, 늑대, 승냥이이며 가축종은 가장 주요한 천적이 표범이고 그 다음이 호랑이와 늑대와 승냥이, 코요테, 불곰, 아시아사자, 아시아치타, 수리 등 다양하다.

## 사육관리
염소는 약 6,000년 전부터 유목민들에 의해 가축화되었을 것으로 여겨진다. 수명은 10-16년 정도이고, 생후 5-6개월이면 성적으로 성숙한다. 번식이 이루어지는 계절은 가을철인데, 이 시기에는 21일을 주기로 발정이 일어난다. 임신기간은 145-160일 정도이며, 이듬해 봄에 출산하고, 한배에 1-2마리의 새끼를 낳는다. 갓 태어난 새끼는 털이 나 있고 눈이 떠 있으며, 생후 30분이면 일어선다. 

염소는 풀이나 고구마 덩굴·나뭇잎 등이 많이 있는 곳이면 쉽게 기를 수 있다. 집도 간단한 것이면 되나 배수와 통풍에 주의해야 하며 운동도 충분히 시켜야 한다. 생후 1주일이 되면 수산화칼륨과 인두로 뿔을 제거하고 수개월 만에 한 번씩 발톱을 깎아 주어 청결을 유지한다. 질병은 내부 기생충에 의한 병, 고창증(鼓脹症) 및 요마비(腰麻痺) 등이 있다. 고창증은 콩과사료를 과식하거나 썩은 사료를 먹어서 제1위 내(胃內)에 가스가 충만한 것으로서 먹이를 먹은 후 짧은 시간 안에 일어나는 경우가 많다. 요마비는 필라리아의 감염에 의한 것으로 일어설 수 없게 되기도 한다.

## 염소와 사람
염소는 좋지 않은 환경에서도 잘 산다. 염소고기는 중동의 방목민족을 비롯하여 유럽, 아시아 등의 여러 나라에서 식용으로 하고 있으며, 고기 이외에 내장과 젖도 이용된다. 서남아시아, 에티오피아, 인도네시아 등지에서는 다른 육류보다도 염소고기를 특히 애용하며, 접대용의 훌륭한 요리로 삼는다. 그리스와 프랑스에서는 염소젖을 사용하여 만든 치즈가 있다. 염소젖은 단백질, 지방, 칼슘, 비타민A 등이 우유보다 많고 소화도 잘 된다. 

염소고기의 영양가는 양고기보다 단백질이 더 많고 다이어트에도 좋다. 그리고 염소고기의 지방은 포화지방인 소, 돼지, 닭과 달리 오리고기와 마찬가지로 불포화지방이며 그래서인지 오래 살 수도 있다고 알려져 있다. 염소고기의 색깔은 담적색이고 특유한 냄새가 있으나 양고기만큼 심하지는 않다. 향신료를 사용하여 꼬치구이, 스튜, 로스트, 볶음 등으로 조리해서 먹는다.

## 문화

### 신화, 민간전승과 점성술
고전 신화에서 아말테이아는 아기 신 제우스에게 염소 젖을 먹인 님프이거나, 아기에게 젖을 준 염소로 전해진다. 또 다른 전설에 따르면, 신이 염소의 뿔 하나를 부러뜨린 후 그 뿔에 주인이 원하는 것을 무엇이든 채울 수 있는 힘을 부여했는데, 이것이 풍요의 뿔인 코르누코피아가 되었다. 시리아의 고대 도시 에블라에는 청동 염소 머리로 장식된 왕좌가 있는 무덤이 있는데, 현재 "염소의 주인의 무덤"이라 불린다.
노르드 신화에 따르면, 천둥의 신 토르는 탕그리스니르와 탕그뇨스트라는 염소가 끄는 전차를 가지고 있다. 밤에 야영을 할 때 토르는 염소들의 고기를 먹지만, 뼈는 모두 온전하게 보존하도록 주의를 기울인다. 그런 다음 남은 것들을 싸두면, 아침이 되어 염소들이 항상 다시 살아나 전차를 끈다. 어느 날 함께 식사하도록 초대받은 농부의 아들이 골수를 빨아먹기 위해 염소의 다리뼈를 하나 부러뜨렸는데, 아침이 되자 그 염소의 다리가 부러진 채로 있었고, 소년은 그 손상을 보상하기 위해 토르의 하인이 되어야 했다. 이와 관련이 있을 수 있는 율 염소(율보켄)는 스칸디나비아의 크리스마스 전통이다. 원래는 율 축제 즈음에 도살되는 염소를 의미했으나, 현재는 짚으로 만든 염소 인형을 더 자주 가리킨다. 이 인형은 집집마다 찾아다니며 캐럴을 부르고 그 대가로 과일, 케이크, 사탕 등의 음식과 음료를 받는 풍습에 사용된다. 예블레 염소는 율 염소의 거대한 버전으로, 스웨덴의 예블레에 매년 세워진다.
핀란드에서는 1월 13일 성 크누트의 날인 누틴페이베 전통에 염소로 분장한 젊은 남성들(핀란드어: Nuuttipukki 누티푸키[*])이 집집마다 방문한다. 일반적으로 이 복장은 뒤집어 입은 모피 재킷, 가죽이나 자작나무 껍질로 만든 가면, 뿔로 구성되었다. 산타클로스와는 달리, 누티푸키는 무서운 캐릭터였다(크람푸스 참조). 누티푸키로 분장한 남성들은 집집마다 돌아다니며 들어가서, 전형적으로 그 집의 음식과 특히 남은 술을 요구했다. 핀란드에서는 사타쿤타, 남서수오미 지역, 포흐얀마 지역에서 누티푸키 전통이 계승되고 있다. 현재는 주로 아이들이 이 캐릭터를 연기하며 즐거운 만남이 이루어진다.

염소는 동아시아의 띠 중 하나이다. 키마이라를 포함한 여러 신화 속 혼종 생물들은 염소의 부분을 가지고 있다. 서양 황도대의 염소자리는 보통 물고기 꼬리를 가진 염소로 묘사된다. 파우누스와 사티로스는 인간의 몸과 염소의 다리를 가진 신화 속 생물이다. 비슷하게 호색적인 그리스의 신 판은 인간의 상체와 염소의 뿔 및 하체를 가지고 있다. 염소수염은 남성의 턱에 난 수염 다발로, 염소의 수염과 비슷한 모양새를 하고 있어 이런 이름이 붙었다.

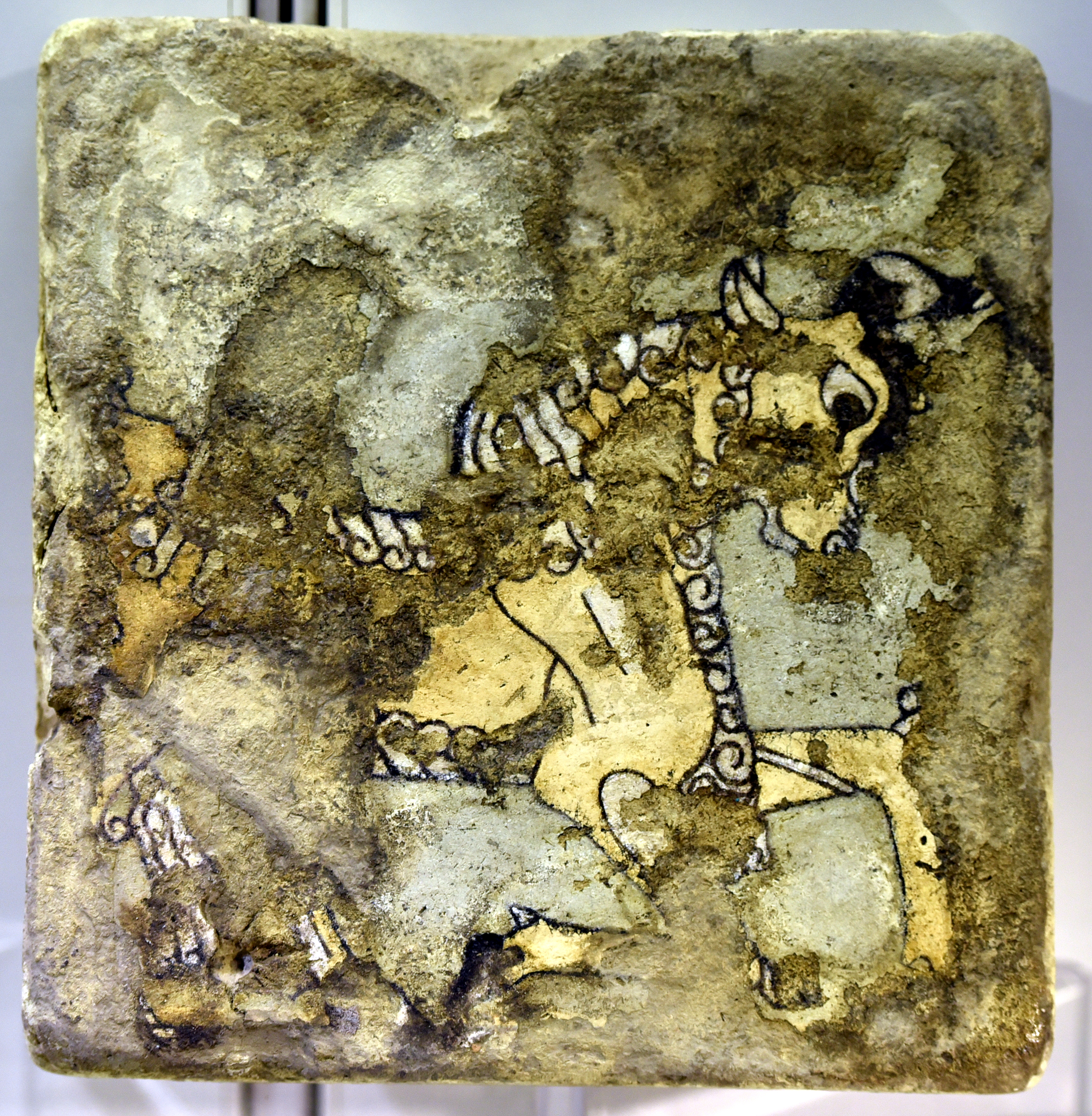
이라크 니므루드 출토, 야생 염소를 묘사한 유약 벽돌, 기원전 9-7세기
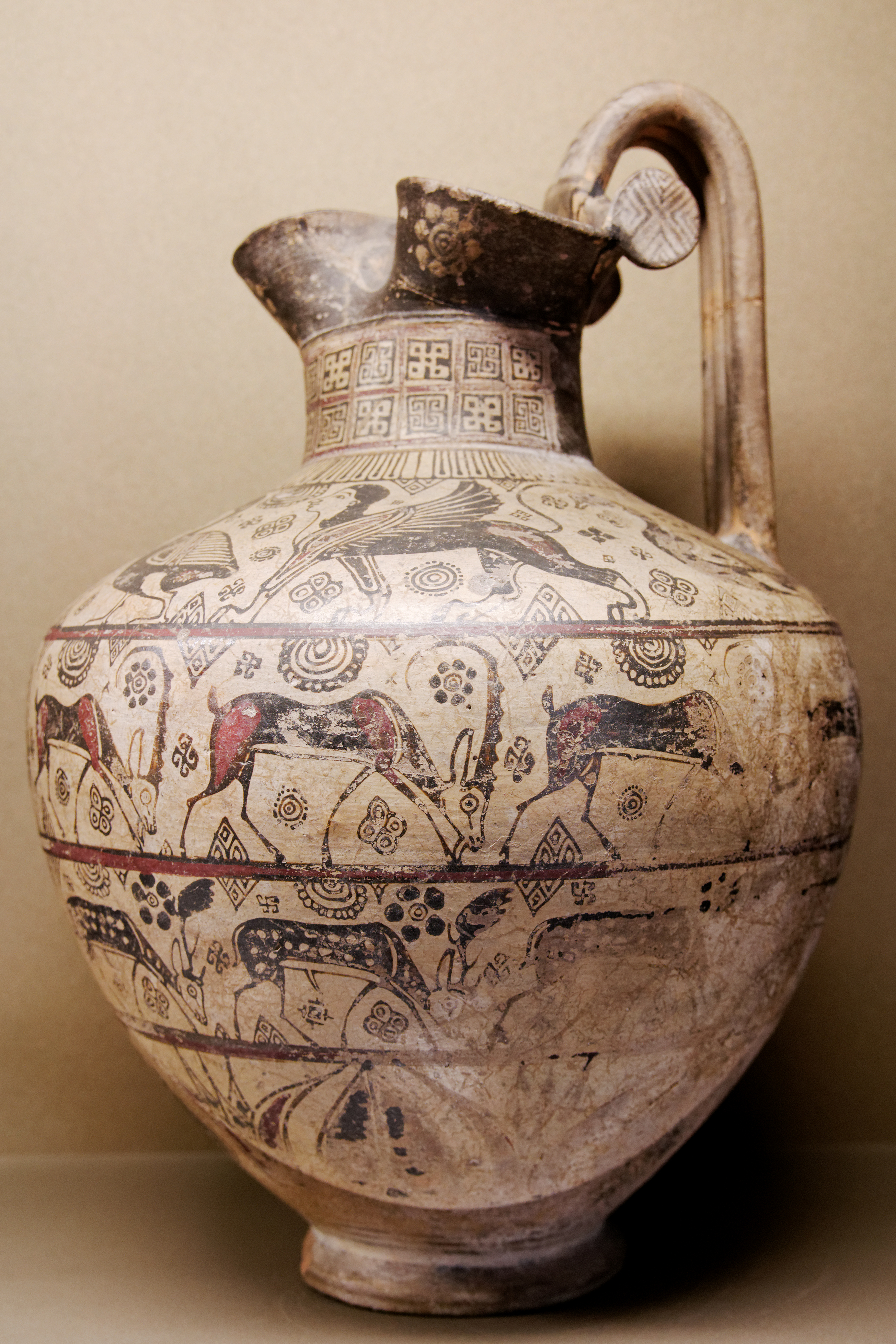
야생 염소가 그려진 고대 그리스 오이노코에, 기원전 625-600년
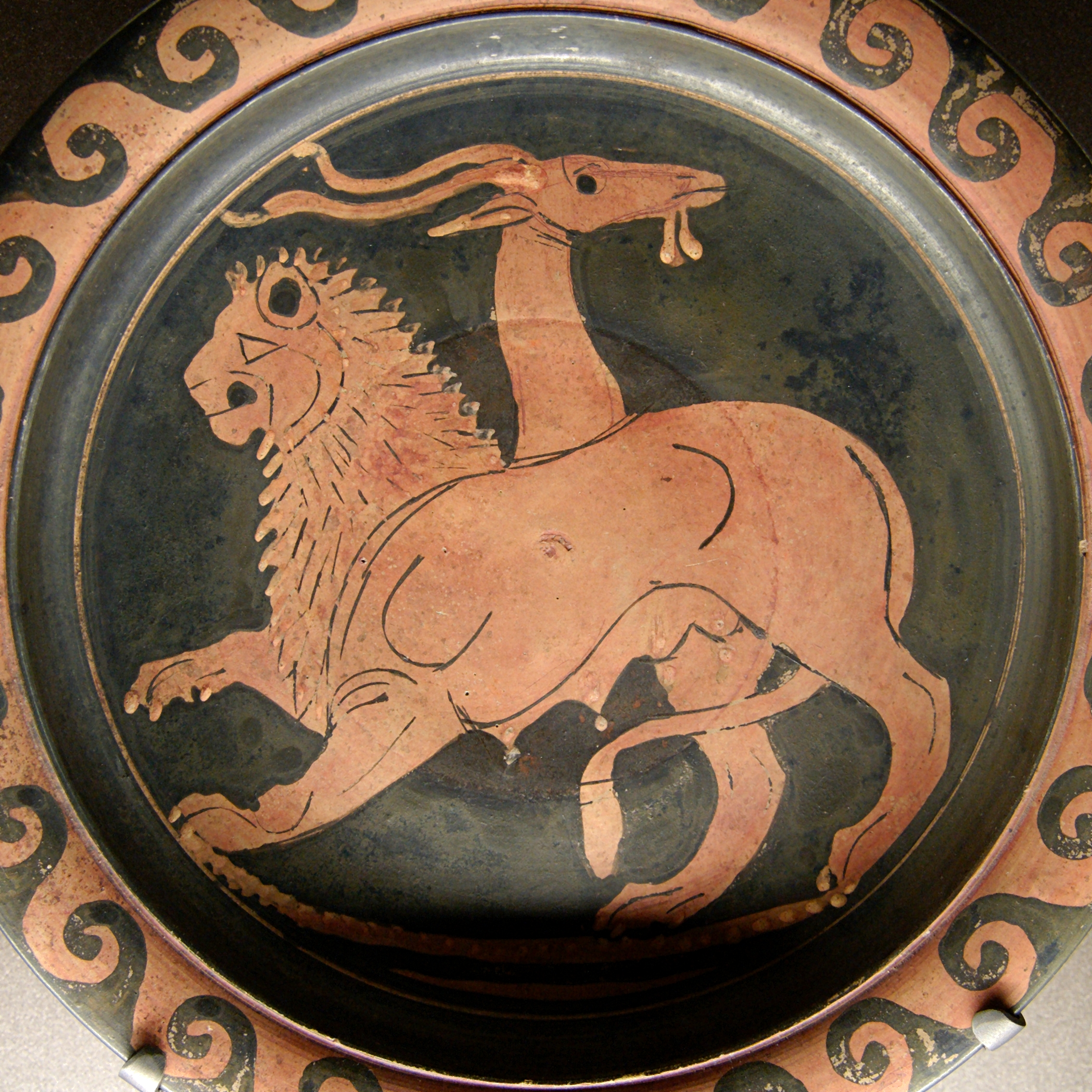
붉은 도기 접시에 그려진 염소-사자 키마이라, 기원전 350-340년경
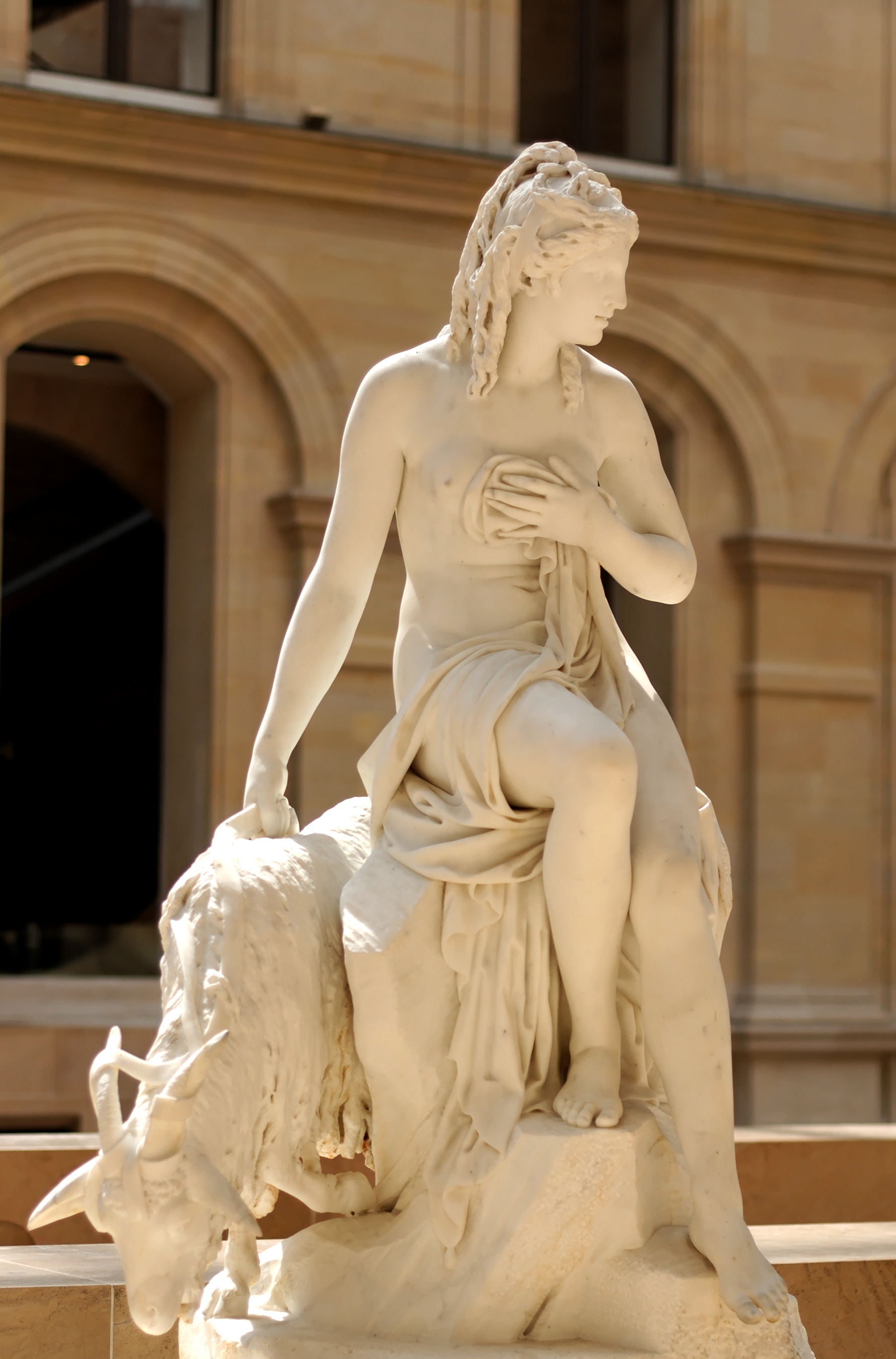
프랑스 랑부예의 왕실 낙농장에 있는 아말테이아와 유피테르의 염소, 1787년
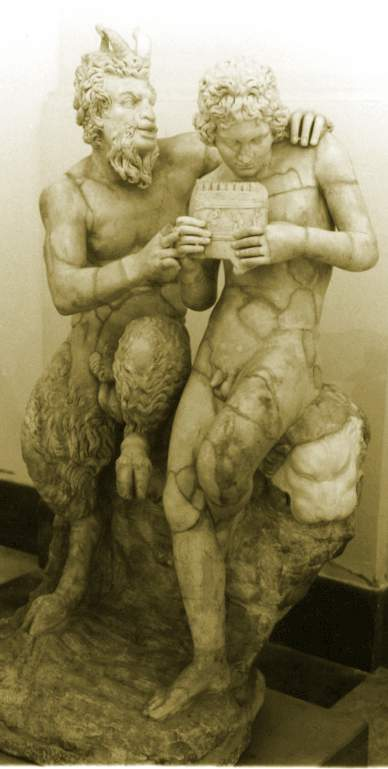
다프니스에게 피리 연주를 가르치는 판, 폼페이, 기원전 100년경
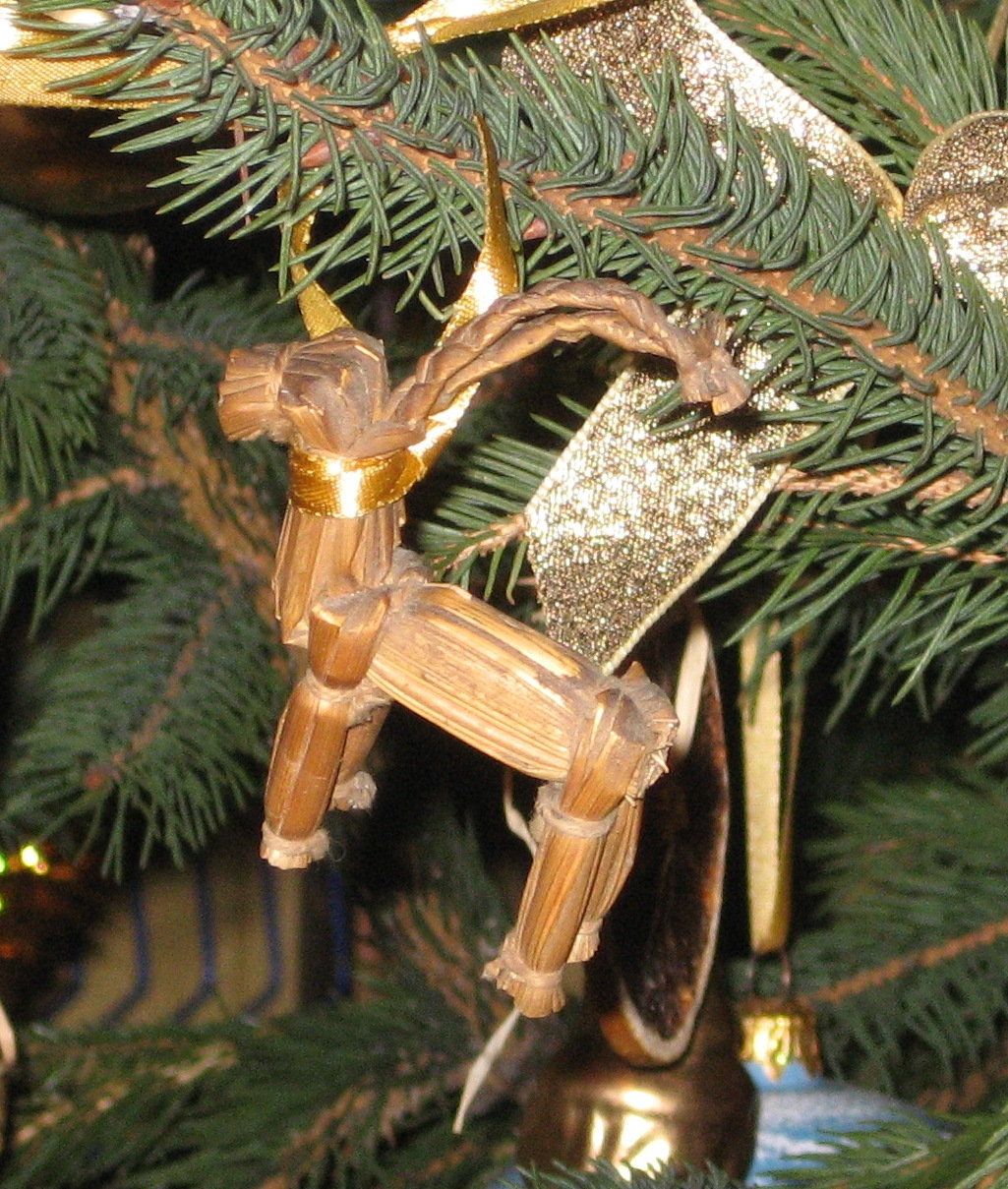
스칸디나비아의 크리스마스 트리에 장식된 율 염소

### 종교
힌두교에서 프라자파티 중 한 명인 다크샤는 때때로 숫염소의 머리를 가진 모습으로 묘사된다. 한 전설에 따르면, 다크샤가 제사에 시바를 초대하지 않았고, 이에 시바가 다크샤의 목을 베었으나, 비슈누의 요청으로 다크샤를 염소의 머리를 가진 모습으로 되살렸다고 한다. 성경에는 염소가 여러 차례 언급되어 있다. 고대 이스라엘에서 염소가 지녔던 중요성은 성경에서 사용된 일곱 개의 히브리어 용어와 세 개의 그리스어 용어를 통해 알 수 있다. 유대교 식이법에 따르면 염소는 "정결한" 동물로 여겨졌으며, 염소 새끼는 귀한 손님을 대접하기 위해 도살되었다. 또한 일부 제사에도 사용이 허용되었다. 성막이 있는 장막을 만드는 데는 염소 털로 만든 휘장이 사용되었다(출애굽기 25:4). 염소의 뿔은 양의 뿔 대신 쇼파르를 만드는 데 사용될 수 있다. 속죄일 축제인 욤 키푸르에는 두 마리의 염소가 선택되어 제비뽑기가 이루어졌다. 한 마리는 제물로 바쳐지고 다른 한 마리는 광야로 도망가도록 허용되었는데, 이는 상징적으로 공동체의 죄를 짊어지고 가는 것을 의미했다. 여기서 "속죄양"이라는 단어가 유래했다. 마태복음 25:31-46에서 예수는 목자처럼 민족들을 구분하여, 친절을 베푼 이들인 양들에게는 상을 주고 염소들은 벌할 것이라고 말하였다.

악마는 때때로 바포메트처럼 염소의 모습으로 묘사되어, 이 동물은 사탄교 전반에 걸쳐 중요한 상징이 되었다. 사탄교의 거꾸로 된 오각별은 때때로 바포메트의 염소 머리와 함께 그려지는데, 이 묘사는 사탄교회에서 비롯된 것이다.

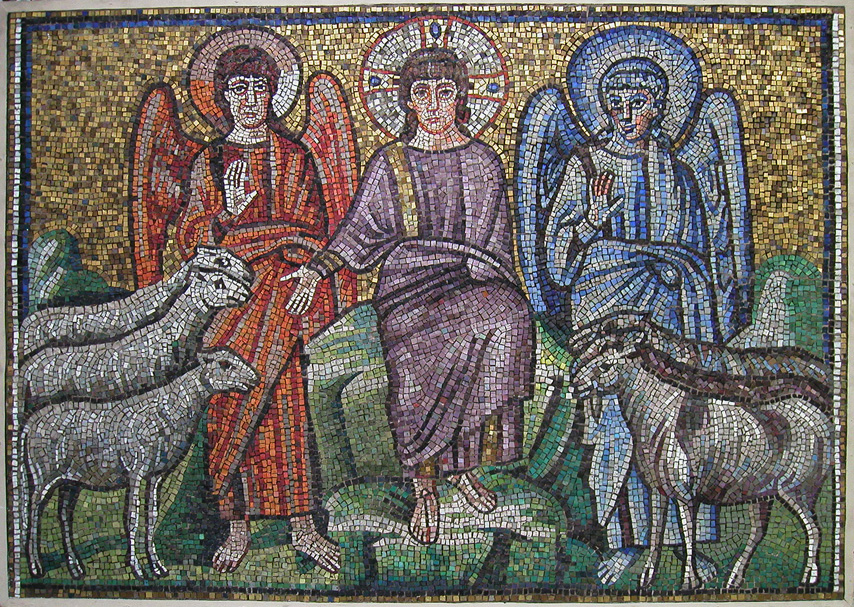
양과 염소를 구분하는 그리스도
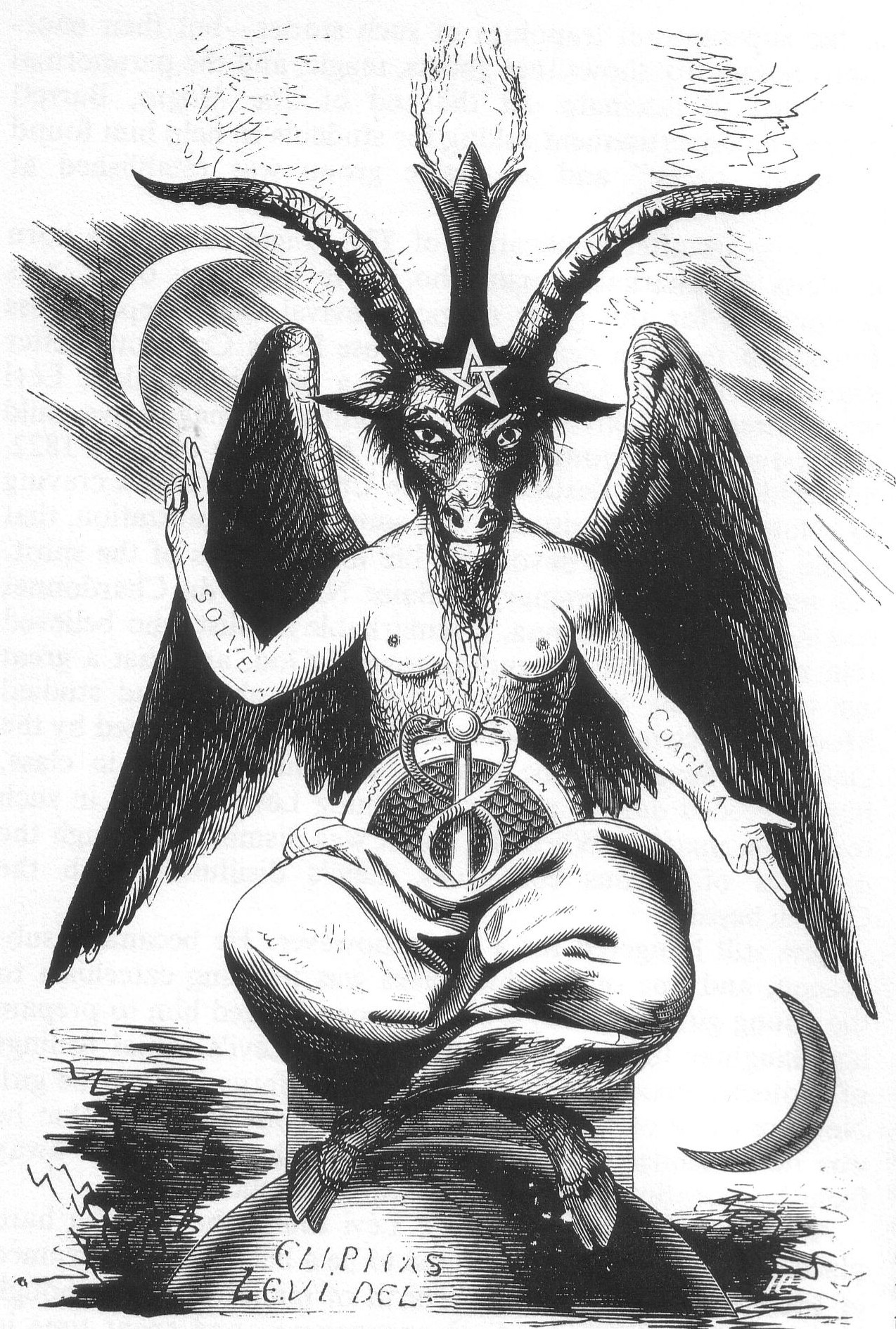
염소의 머리를 가진 신 바포메트
염소 머리가 새겨진 바포메트의 인장

## 염소이미지

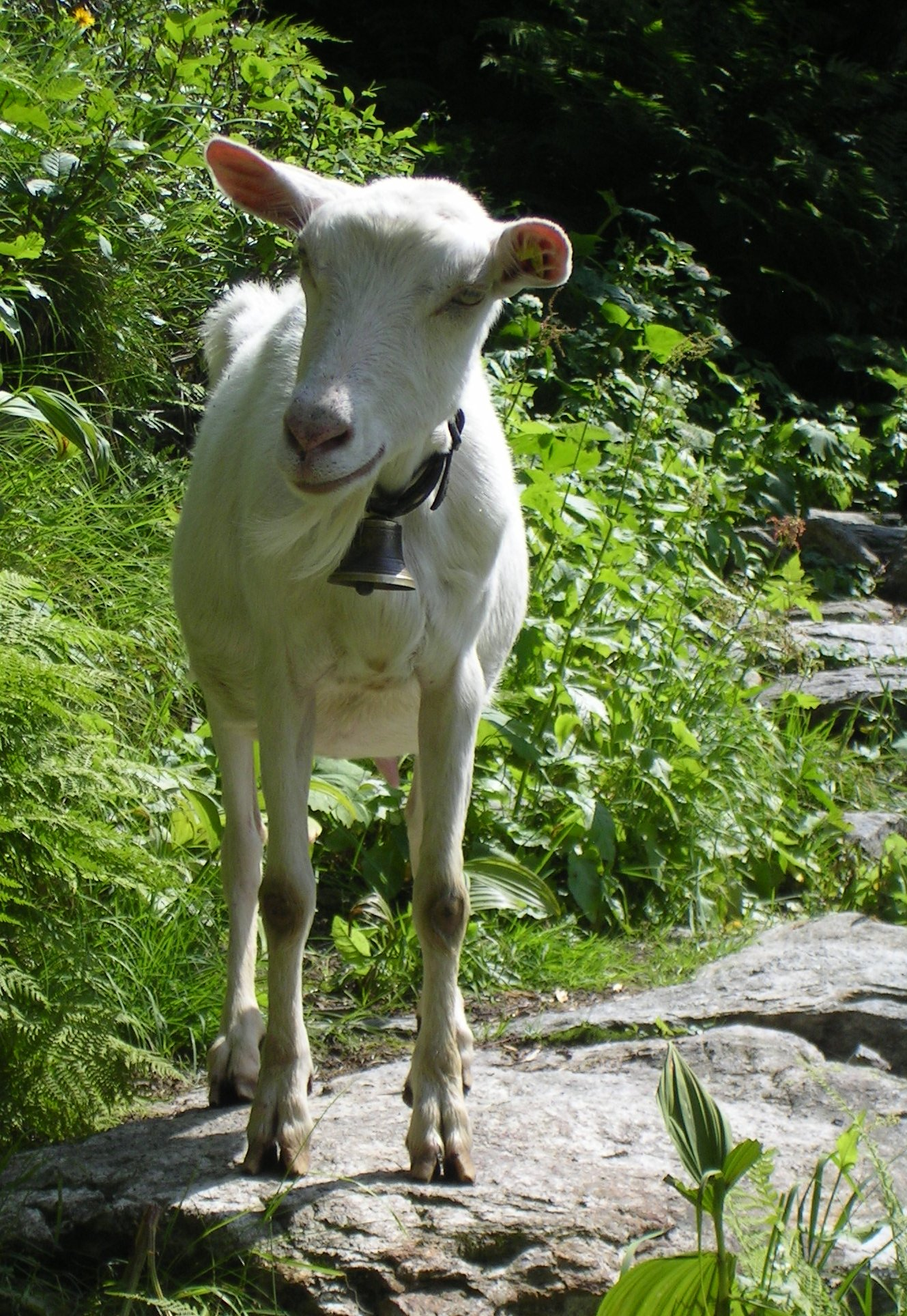
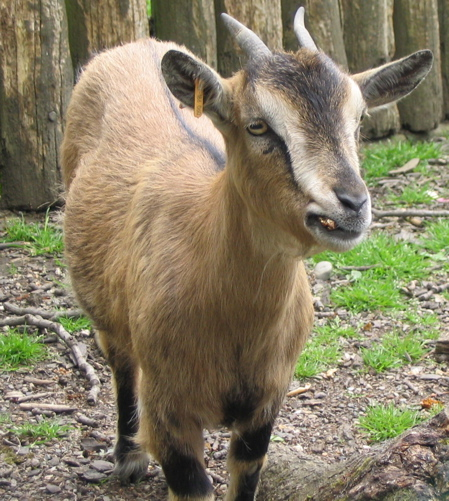
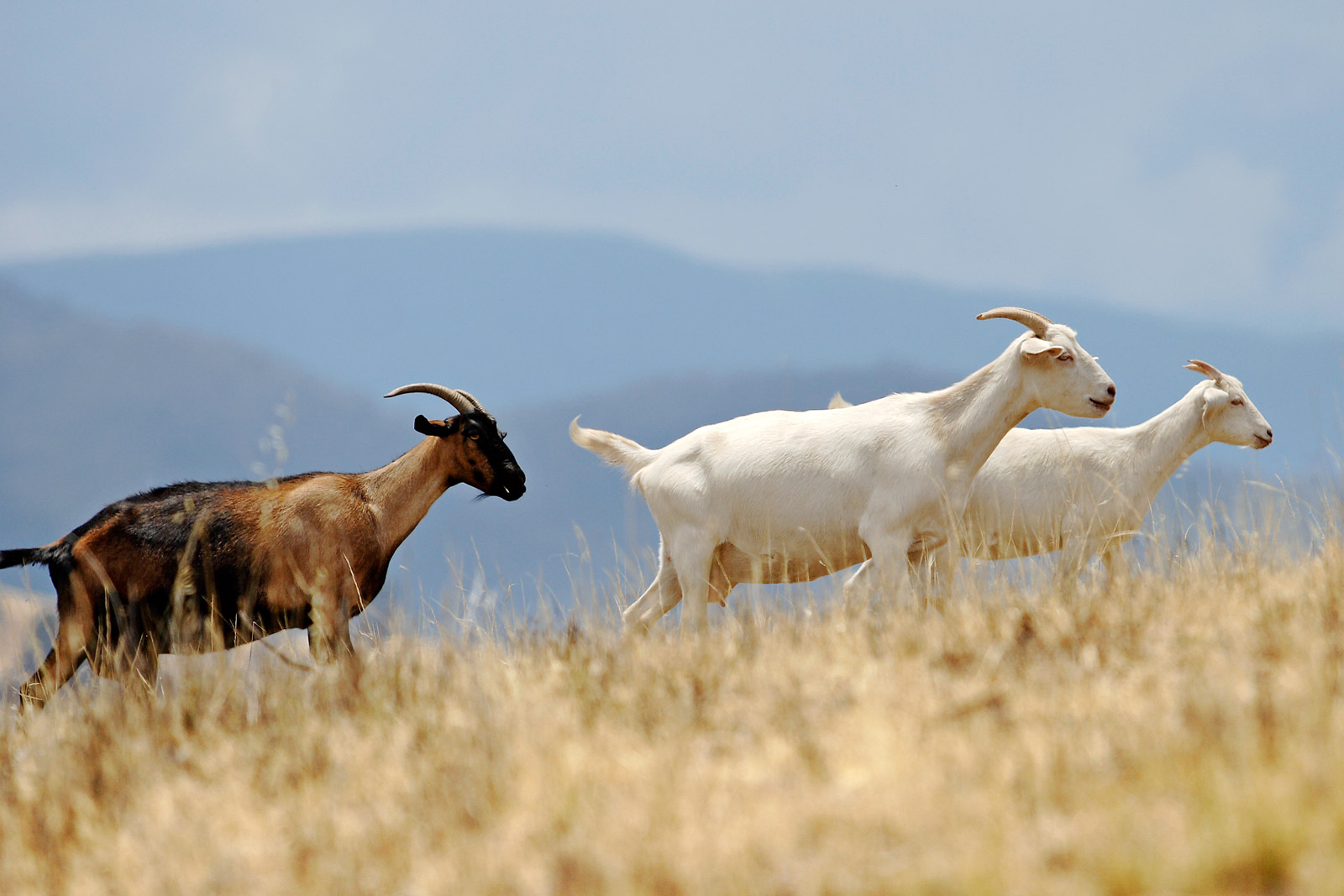

## 관련 단체
- 한국 흑염소 협회[깨진 링크(과거 내용 찾기)]

## 같이 보기
- 기프

1. ↑  Smith, William (1870). 〈Amaltheia〉. 《A Dictionary of Greek and Roman biography and mythology》. Perseus.Tufts.edu. A.18쪽. 2023년 8월 20일에 원본 문서에서 보존된 문서. 2024년 10월 26일에 확인함.
2. ↑  "The Eighteenth Century BC Princes of Byblos and Ebla and the Chronology of the Middle Bronze Age", p. 161 (161 보관됨 10월 24, 2020 - 웨이백 머신)
3. ↑  Matthiae, Paolo (2020). 《Ebla: Archaeology and History》. 번역 Bates, R.; Bilardello, M.; Weston, A. 1판. Routledge. ISBN 978-1-13885065-1. 2024년 3월 21일에 원본 문서에서 보존된 문서. 2021년 5월 3일에 확인함.
4. 1 2  Cooper, J.C. (1979). 《An illustrated encyclopaedia of traditional symbols》. Thames and Hudson. 74쪽. ISBN 978-0-500-27125-4.
5. ↑  “Goat film”. Mer Jul i Gävle. 2013년 5월 28일에 원본 문서에서 보존된 문서. 2012년 12월 1일에 확인함.
6. ↑  “bocken”. 《Mer Jul i Gävle》. 2012년 3월 20일에 원본 문서에서 보존된 문서. 2012년 12월 1일에 확인함.
7. ↑  “Satakunnan Kansa”. Satakunnankansa.fi. 2011년 1월 13일. 2014년 1월 13일에 원본 문서에서 보존된 문서. 2014년 1월 13일에 확인함.
8. ↑  Huang, Wen. "Year of the Sheep, Goat or Ram?" Chicago Tribune, January 31, 2003.
9. ↑  Peck, "Chimaera" 보관됨 10월 11, 2022 - 웨이백 머신.
10. ↑  Rogers, John H. (1998). “Origins of the ancient constellations: I. The Mesopotamian traditions”. 《Journal of the British Astronomical Association》 108: 9–28. Bibcode:1998JBAA..108....9R.
11. ↑  Fracer, Robert (2014).  Chrzanovsky, Laurent; Topoleanu, Florin, 편집. 《Gerulata: The Lamps: Roman Lamps in a Provincial Context》. Prague, Czech Republic: Karolinum. 326쪽. ISBN 978-80-246-2710-6.
12. ↑  “goatee”. Merriam-Webster Dictionary. 2024년 4월 12일에 확인함.
13. ↑  van der Geer, Alexandra (2008). 〈Capra hircus, the Domestic Goat〉. 《Animals in Stone: Indian Mammals Sculptured Through Time》 (PDF). Brill. 171쪽. ISBN 978-9-00416819-0. 2022년 11월 25일에 원본 문서 (PDF)에서 보존된 문서. 2024년 10월 29일에 확인함.
14. 1 2  Younker, Randall W. (2000). 《Eerdmans dictionary of the Bible》. W.B. Eerdmans. 510쪽. ISBN 0802824005.
15. ↑  Chusid, Michael T. Hearing Shofar: The Still Small Voice of the Ram's Horn 보관됨 12월 27, 2011 - 웨이백 머신, 2009. Hearingshofar.com
16. ↑  Leviticus 16:21–22
17. ↑  Introvigne, Massimo (2016). 〈Éliphas Lévi and the Baphomet〉. 《Satanism: A Social History》. Aries Book Series: Texts and Studies in Western Esotericism 21. Leiden and Boston: Brill Publishers. 105–109쪽. ISBN 978-90-04-28828-7. OCLC 1030572947.